# Brunet
Brunet ist eine südfranzösische Gemeinde mit 293 Einwohnern (Stand 1. Januar 2022) im Département Alpes-de-Haute-Provence in der Region Provence-Alpes-Côte d’Azur. Sie gehört zum Arrondissement Forcalquier und zum Kanton Valensole. Die Bewohner nennen sich Brunetois.
Die angrenzenden Gemeinden sind Entrevennes im Norden, Saint-Julien-d’Asse im Nordosten, Puimoisson im Osten, Riez im Südosten, Valensole im Südwesten und Le Castellet im Nordwesten.
Das Dorf liegt auf 425 m. Durch Brunet fließt die Asse. 

## Bevölkerungsentwicklung
| Jahr      | 1962 | 1968 | 1975 | 1982 | 1990 | 1999 | 2008 | 2014 |
| --------- | ---- | ---- | ---- | ---- | ---- | ---- | ---- | ---- |
| Einwohner | 190  | 186  | 217  | 258  | 162  | 218  | 249  | 261  |

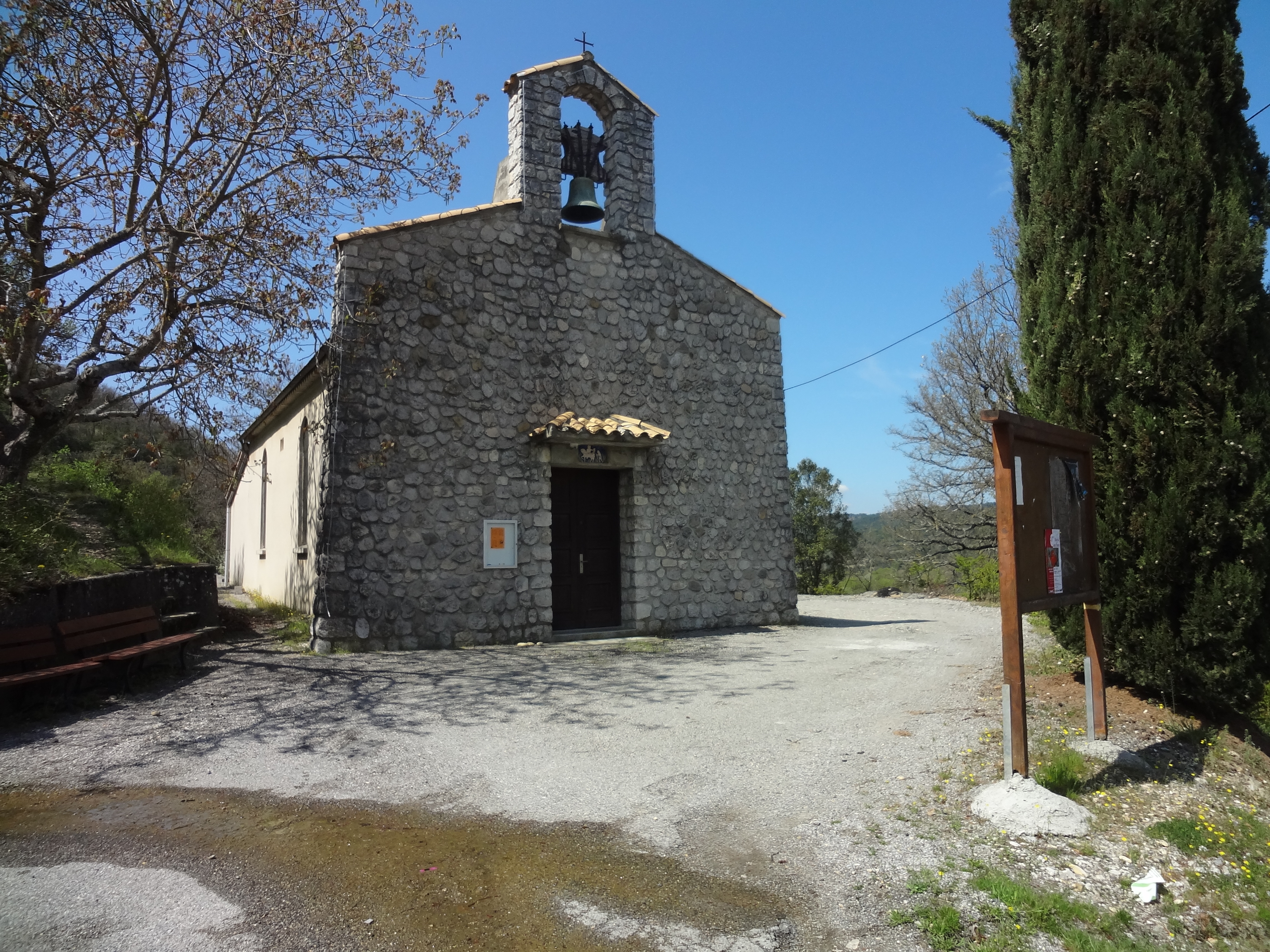
Kirche Saint-Martin
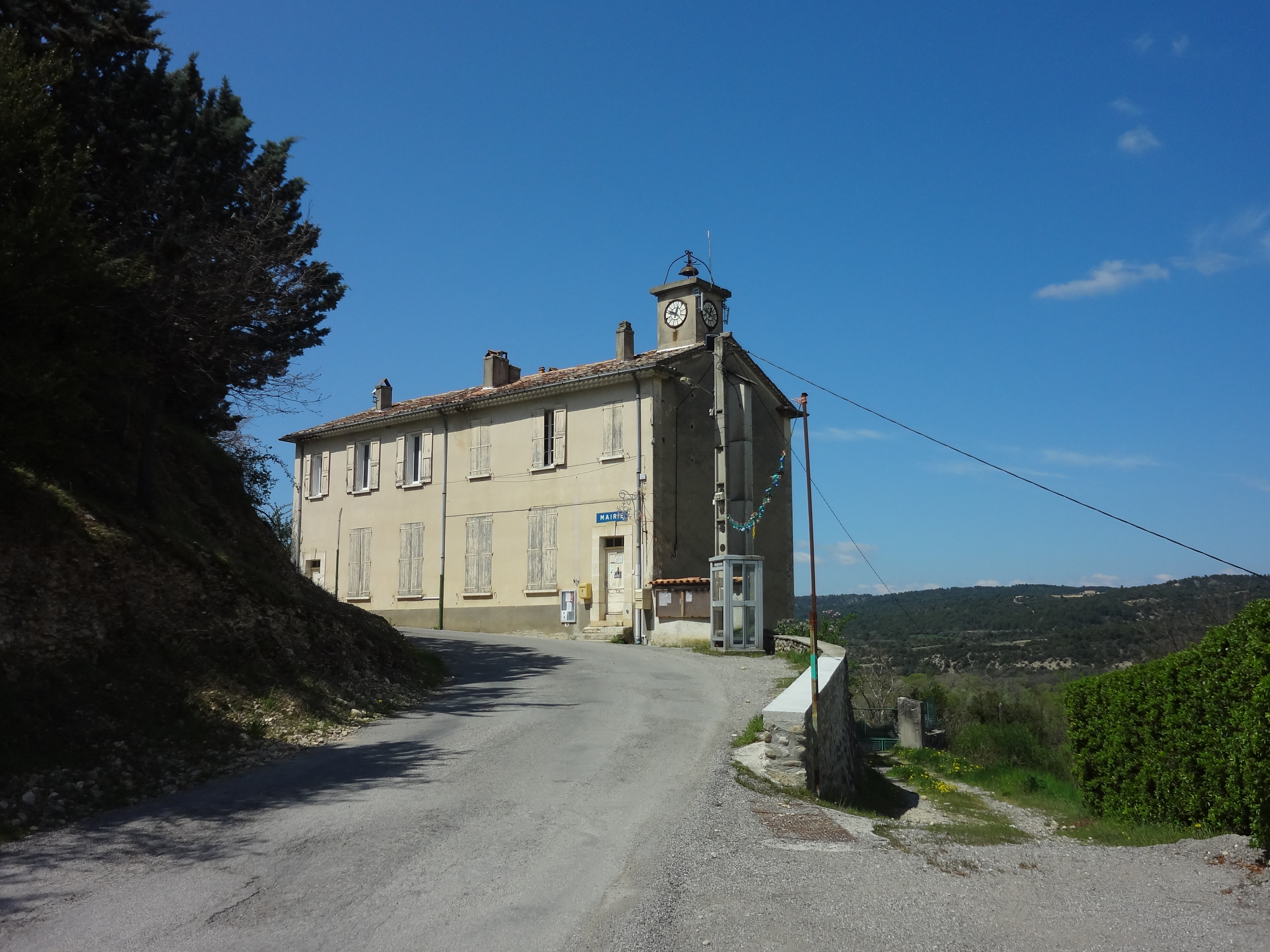
Mairie
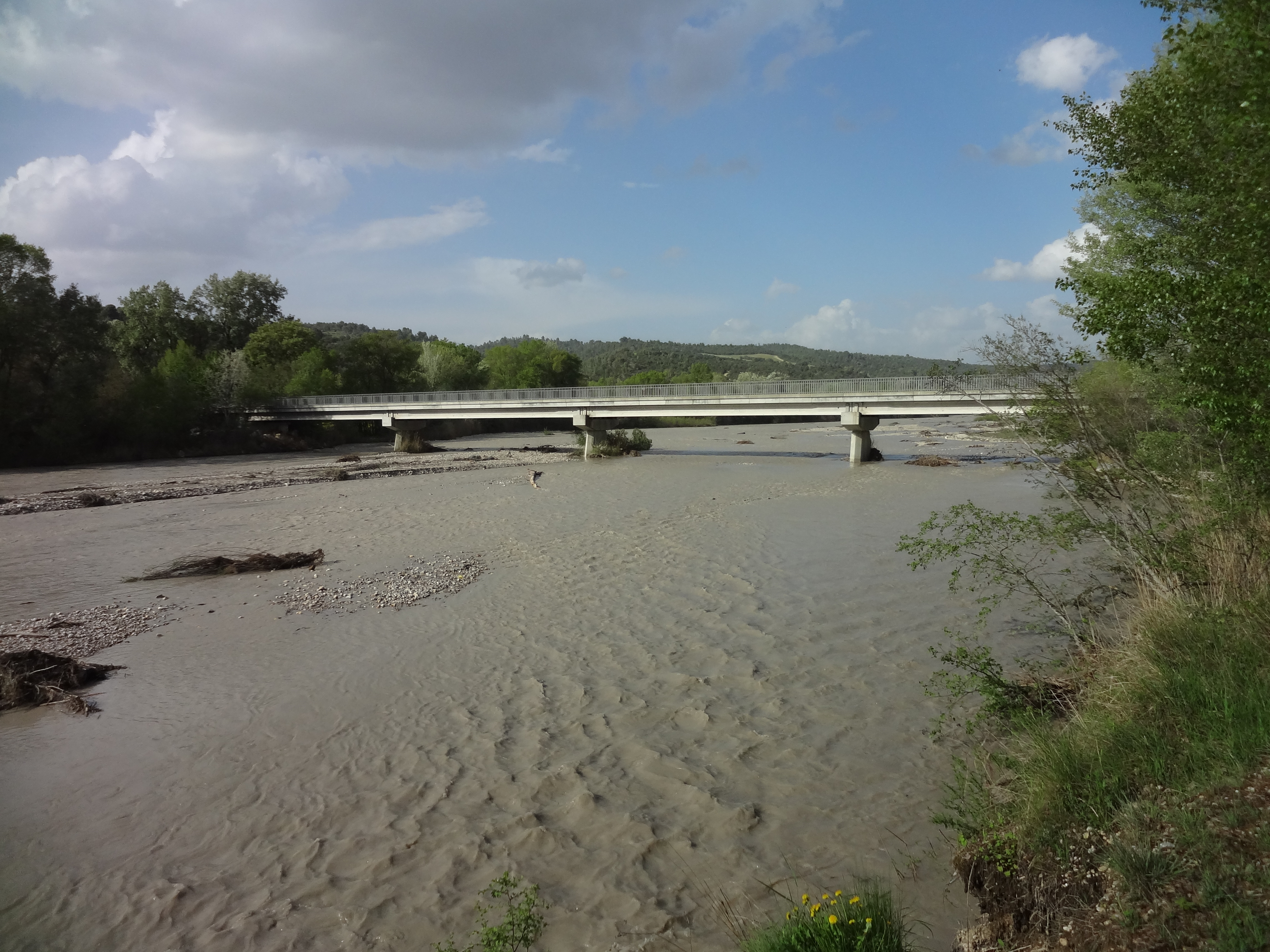
Brücke über die Asse